# Dietmar Laue
Dietmar Laue (* 31. Dezember 1940 in Dresden) ist ein deutscher Arzt sowie Politiker (DDR-CDU, ab 1990 CDU) und ehemaliges Mitglied des Sächsischen Landtages.

## Leben
Dietmar Laue besuchte die Erweiterte Oberschule und absolvierte sein Abitur in Dresden. Es folgte ein Studium der Medizin in Leipzig und Dresden, das er im Jahr 1966 mit dem Staatsexamen abschloss.
Im Jahr 1973 erhielt Laue die Qualifikation als Betriebsarzt und war im Jahr 1975 als Facharzt für Hygiene tätig. Zwischen 1970 und 1977 sowie zwischen 1979 und Juni 1990 war er Kreishygienearzt in Geithain und parallel Betriebs- und praktischer Arzt. Ab 1982 war Laue fachlicher Berater am Bezirkshygieneinstitut Leipzig tätig und ab Juli 1990 Amtsarzt in Geithain.
Laue ist evangelisch, verheiratet und hat zwei Kinder.

## Politik
Dietmar Laue wurde 1970 Mitglied der DDR-Blockpartei CDU. Zwischen 1975 und 1990 war er Ortsvorsteher in Geithain und arbeitete in zahlreichen Arbeitsgruppen der Gesundheit und Umwelt der CDU. Nebenbei engagierte sich Laue ehrenamtlich in verschiedenen Funktionen im Territorium Gesundheitserziehung, Urania, Kulturbund. Von Dezember 1989 bis 1993 war er Vorsitzender des CDU-Kreisverbandes Geithain und ab März 1990 Mitglied im Landesvorstand Sachsen. Im Mai 1990 wurde Laue in die Stadtverordnetenversammlung Geithain gewählt. Er war zeitweise stellvertretender Bürgermeister von Geithain.
Bei der Landtagswahl in Sachsen 1990 wurde er über den Wahlkreis Geithain – Borna II in den Sächsischen Landtag gewählt, dem er für eine Wahlperiode bis 1994 angehörte. Dort war er Mitglied im Ausschuss für Soziales, Gesundheit, Familie und Frauen sowie im Petitionsausschuss.